# Éric Bellocq
Éric Bellocq (* 8. September 1962) ist ein französischer Gitarrist, Lautenist, Theorbenspieler, er ist hauptsächlich im Bereich historische Aufführungspraxis als Solist und Generalbassbegleiter aktiv.

## Leben
Éric Bellocq studierte bis 1983 Gitarre und Laute am Pariser Konservatorium in der Klasse von Alexandre Lagoya und Alte Musik bei William Christie. Von 1983 bis 1990 war er Mitglied in verschiedenen Alte-Musik-Ensembles, wie Les Arts Florissants, Les Musiciens du Louvre, Les Talens Lyriques, La Grande Écurie et la Chambre du Roy, Café Zimmermann, La Fénice und weitere.
Parallel zu seiner Laufbahn in größeren Formationen spezialisierte sich Bellocq sich auf solistische Aufgaben, so begleitete er den Countertenor Dominique Visse in einem Programm, welches Werke von
Guillaume de Machaut bis Luciano Berio umfasst. Mit einem Jongleur schuf er ein besonderes Programm unter dem Titel Le Chant des balles, in dem sich die musikalische Improvisation in der Alten Musik mit dem Jonglieren vereinen. Seit den 1990er Jahren begleitet Bellocq vielfach kleinere Formationen um Solisten wie die Sopranistin Agnès Mellon, die Violinistin Hélène Schmitt, den Blockflötisten Maurice Steger und andere.
Éric Bellocq ist Dozent am Pariser Konservatorium (CNSMDP) für Historische Aufführungspraxis, Laute und den ihr verwandten Instrumenten. Seine Diskografie umfasst rund 30 CD-Aufnahmen mit Solo- und Kammermusik und weitere 30 mit größeren Ensembles.